# Quirilelo (Liurai)
Quirilelo (Quirlelo, Kirilelo) ist eine osttimoresische Aldeia im Suco Liurai (Verwaltungsamt Aileu, Gemeinde Aileu). 2015 lebten in der Aldeia 614 Menschen.

## Geographie und Einrichtungen
Die Aldeia Quirilelo liegt im Westen des Sucos Liurai. Der Großteil der Aldeia liegt auf einer Meereshöhe zwischen 1000 m und 1500 m. Südlich befinden sich die Aldeias Laclo und Fatubessi, östlich die Aldeia Rairema und nordöstlich die Aldeias Raimanso und Fatulmau. Im Nordwesten und Westen grenzt Quirilelo an den Suco Hoholau und im Südwesten grenzt Laclo an die Gemeinde Ermera mit ihrem Suco Eraulo (Verwaltungsamt Letefoho).
Eine Straße folgt einem Teil der Grenze zu Laclo, bevor sie den Südosten Quirilelos durchquert und auf die Straße trifft, die grob die Grenze zu Rairema darstellt. An der Straße im Südosten befinden sich die Orte Quirilelo und Limoloko. Weiter westlich liegen in der Straße die Orte Laclo und Raifusan. Beide Orte werden durch die Straße auf die beiden Aldeias Laclo und Quirilelo aufgeteilt. Der Ort Laclo liegt hauptsächlich in der gleichnamigen Aldeia, südlich der Straße, während Raifusan vor allem nördlich der Straße und damit in Quirilelo sich befindet. Im Ort Quirilelo gibt es eine Grundschule und die Kapelle Quirilelo.

## Politik
2023 wurde Rui da Costa zum Chefe de Aldeia gewählt.